# Myocious orientalis
Myocious orientalis là một loài tò vò trong họ Ichneumonidae.